# دیواید (کلرادو)
دیواید (به انگلیسی: Divide) یک منطقهٔ مسکونی در ایالات متحده آمریکا است که در شهرستان تلر، کلرادو واقع شده‌است. دیواید ۲٬۷۹۳٫۵۳ متر بالاتر از سطح دریا واقع شده‌است.